# جواو أفونسو
جواو أفونسو (28 مايو 1990 بكاستيلو برانكو في البرتغال - ) هو لاعب كرة قدم برتغالي في مركز الدفاع. لعب مع فيتوريا دي غيماريش وSport Benfica e Castelo Branco ‏.

## وصلات خارجية
- جواو أفونسو على موقع قاعدة بيانات كرة القدم.إي يو (الإنجليزية)
- جواو أفونسو على موقع Soccerway.com (الإنجليزية)
- جواو أفونسو على موقع AS.com (الإسبانية)